# Lacanobia subjuncta
Lacanobia subjuncta är en fjärilsart som beskrevs av Augustus Radcliffe Grote och Robinson 1868. Lacanobia subjuncta ingår i släktet Lacanobia och familjen nattflyn. Inga underarter finns listade i Catalogue of Life.